# Aderus mirocerus
Aderus mirocerus is een keversoort uit de familie schijnsnoerhalskevers (Aderidae). De wetenschappelijke naam van de soort werd in 1917 gepubliceerd door Arthur Mills Lea.